# Henry Motego
Henry Motego (provincia de Nyanza, Kenia, 21 de mayo de 1964) es un exfutbolista y entrenador de fútbol de Kenia que jugaba en la posición de delantero.

## Carrera

### Club
| Periodo   | Club            |
| --------- | --------------- |
| 1984-1989 | Shabana Kisii   |
| 1989-1991 | Kenya Breweries |
| 1991-1992 | Al-Oruba Sur    |
| 1992-2000 | Kenya Breweries |

### Selección nacional
Jugó para Kenia en 48 ocasiones de 1987 a 1996 y anotó 12 goles; participó en tres ediciones de la Copa Africana de Naciones y en siete ediciones de la Copa CECAFA, además de seis partidos de eliminatoria mundialista.

### Entrenador
| Periodo   | Club      |
| --------- | --------- |
| 2002-2004 | Tusker FC |

## Logros
- Liga keniana de fútbol (4): 1994, 1996, 1999, 2000
- Copa de Kenia (2): 1989, 1993